# Abushiri ibn Salim al-Harthi
Abushiri ibn Salim al-Harthi, även känd som Buschiri bin Salim, född 1833, död 15 december 1889 (hängd), var en av ledarna för upproret mot Tysk-östafrikanska kompaniets övertagande av landområden i östra Afrika 1888, det som senare blev Tyska Östafrika. 
Abushiri ibn Salim al-Harthi var plantageägare i närheten av hamnstaden Pangani. Fadern var arab och modern afrikanska. Han deltog i augusti 1888 i upproret mot Tysk-östafrikanska kompaniet i Pangani. Han blev snabbt ledare för rörelsen i den kustremsan. Motståndet var framgångsrikt och tvingade fram kolonialbolagets sammanbrott. Tyska riket skickade in regeringstrupper vilket till slut ledde till ett sönderslagande av upproret. 
Ett vapenstillestånd kom till stånd men varande inte länge. Abushiri ibn Salim al-Harthi tog framgångsrikt krigsfångar som han släppte efter förhandlingar och mot lösesummor. Efter sitt slutliga militära nederlag greps han av afrikanska motståndare och överlämnades till den tyska militären och i en kort process inför krigsdomstol hängdes han offentligt. 